# Messor aegyptiacus
Messor aegyptiacus är en myrart som först beskrevs av Carlo Emery 1878.  Messor aegyptiacus ingår i släktet Messor och familjen myror.

## Underarter
Arten delas in i följande underarter:
- M. a. aegyptiacus
- M. a. brevispinosus
- M. a. canaliculatus
- M. a. felah
- M. a. fossulatus
- M. a. hoggarensis
- M. a. phasianicus
- M. a. striatulus
- M. a. surcoufi
- M. a. tunetinus